# Colonia Juárez, San Luis Potosí
Colonia Juárez är en ort i Mexiko.   Den ligger i kommunen San Vicente Tancuayalab och delstaten San Luis Potosí, i den centrala delen av landet, 280 km norr om huvudstaden Mexico City. Colonia Juárez ligger 46 meter över havet och antalet invånare är 105.
Terrängen runt Colonia Juárez är platt. Runt Colonia Juárez är det ganska glesbefolkat, med 29 invånare per kvadratkilometer. Närmaste större samhälle är El Higo, 18,0 km sydost om Colonia Juárez. Trakten runt Colonia Juárez består till största delen av jordbruksmark.